# Руденков Василь Васильович
Василь Васильович Руденков (біл. Васіль Васільевіч Рудзянкоў; рос. Василий Васильевич Руденков; нар. 3 травня 1931 — пом. 2 листопада 1982) — білоруський радянський легкоатлет, який спеціалізувався в метанні молота.

## З життєпису
Легкою атлетикою почав займатись у 1952.
На змаганнях всередині країни представляв Білоруську РСР (Мінськ та Борисов) та Москву (з 1959), а також спортивне товариство «Динамо».
Олімпійський чемпіон з метання молота (1960).
Фіналіст (6-е місце) чемпіонату Європи з метання молота (1962).
Переможець змагань з метання молота на матчевих зустрічах СРСР — США (1959, 1961) та СРСР — ФРН (1959).
Чемпіон СРСР з метання молота (1959, 1960, 1961). Срібний (1962) та бронзовий (1964) призер чемпіонатів СРСР з метання молота.
4-разовий рекордсмен СРСР з метання молота — 67,92 (1959); 68,73, 68,92, 68,95 (всі — 1961).
Після завершення змагальної кар'єри (1968) перейшов на тренерську роботу.

## Визнання
- Заслужений майстер спорту СРСР (1960)
- Кавалер Ордена Трудового Червоного Прапора (1960)
- На честь Руденкова у Жлобині його ім'ям названа вулиця.